# 1834 dans le catholicisme
Chronologie du catholicisme
- 1830
- 1831
- 1832
- 1833
- 1834
- 1835
- 1836
- 1837
- 1838

Cet article présente les faits marquants de l'année 1834 dans le catholicisme.

## Évènements
- 20 janvier : Création de 2 cardinaux par Grégoire XVI.
- 23 juin : Création de 10 cardinaux par Grégoire XVI.

## Naissance
- 12 janvier : Martin Marty, prélat et missionnaire suisse aux États-Unis, évêque de Saint Cloud (en) († 19 septembre 1896)
- 8 février : Giuseppe Maria Graniello, cardinal italien de la Curie, précédemment archevêque titulaire de Césarée-en-Cappadoce (de) († 8 janvier 1896)
- 23 juillet : James Gibbons, cardinal américain, archevêque de Baltimore, précédemment vicaire apostolique de Caroline du Nord et évêque titulaire d'Adramytte (de), évêque de Richmond puis archevêque titulaire d'Ionopolis (de) († 24 mars 1921)

## Décès
- 24 février : Pietro Caprano, cardinal italien de la Curie (° 28 février 1759)
- 15 mai : Benedetto Cappelletti, cardinal italien de la Curie (° 2 novembre 1764)
- 8 juillet : Antonio Frosini, pcardinal italien de la Curie (° 8 septembre 1751)
- 19 juillet : Antonio Pallotta, cardinal italien de la Curie (° 23 février 1770)
- 29 octobre : Giacinto Placido Zurla, cardinal italien de la Curie, cardinal-vicaire (° 2 avril 1769)
- 3 décembre : Giuseppe Albani, cardinal italien de la Curie (° 13 septembre 1750)